# Draenor
Draenor er en del af verden i det store Warcraft-univers. Draenor var hjemplanet af orkernes race og det sidste tilflugtssted for Draenei.  Den planlagte udvidelsespakke Warlords of Draenor, vil foregå i en alternativ tidslinje på planeten Draenor, før den eksploderede og blev det som vi i dag kender som Outland.
Efter sit nederlag, flygter Garrosh Hellscream ind i en tidligere version af Draenor før orkernes korruption og deres ankomst på Azeroth, i et forsøg på at ændret tidslinjen, for at forsøge at danne Iron Horde, vende tilbage til Azeroth og erobre den.

## Draenor
Draenor er det nye kontinent man kan besøge i det Masive-Multi-Online-Rollespil (MMORPG) World of Warcraft. 
Draenor består af følgende:
| Lande: - Frostfire Ridge - Gorgrond - Tanaan Jungle - Shadowmoon Valley - Spires of Arak - Nagrand - Talador | Øer: - Ashran (PVP) - Fields of Farahlon Hav: - Zangar Sea | Byer: - Warspear - Stormshield - Bladespire Fortress |

## Frostfire Ridge
Fraktion: Horde
Level: 90-92
Racer: Orc, Worg, Ogre, Gronn
Hersker: Fenris Wolfbrother, Durotan, High Shaman Thrall
Frostfire Ridge er et land beliggende i det nordvestlige Draenor. Det er hjemland for Frostwolf Clan og Thunderlord Clan af Orcs, såvel som Ogres. 
Frostfire Ridge tjener som startzone for Horde spillere, når de har udholdt de første prøvelser af Talador og har overlevet deres første møde med Iron Horde.

## Gorgrond
Fraktion: Neutral
Level: 92-94
Racer: Orc
Hersker:
Gorgrond er beliggende i det nordlige centrale Draenor. Gorgrond er hjemland for Blackhand og hans Blackrock Clan af orker, der tjener som smedene i Iron Horde. Blackrock Foundry raid vil blive placeret her.
Efter at Draenor eksploderede blev Gorgrond omdannet til Blade's Edge Mountains.

## Tanaan Jungle
Fraktion: Neutral
Level: ?
Racer: Orc, Ogre, Draenei
Hersker: Kilrogg Deadeye
Tanaan Jungleer placeret i midten af østlige Draenor og er hjemland for Bleeding Hollow clan af orker 

## Shadowmoon Valley
Fraktion: Alliance
Level: 90-92
Racer: Orc, Draenei, Talbuk, Naaru, Night elf
Hersker: High Prophet Velen, High Shaman Ner'zhul
Shadowmoon Valley ligger i det sydøstlige Draenor og er hjemland for Shadowmoon clan af orker.

## Spires of Arak
Fraktion: Neutral
Level: 96-98
Racer: Arakkoa, Orc
Hersker:
Spires of Arak er beliggende i det centrale sydlige Draenor og er hjemland for Shattered Hand clan af orker samt Arrakkoa.

## Nagrand
Fraktion: Neutral
Level: 98-100
Racer: Orc
Hersker:
Nagrand er beliggende i det vestlige Draenor og er hjemland for Warsong Clan af orker.

## Talador
Fraktion: Neutral
Level: 94-96
Racer: Draenei
Hersker:
Talador er beliggende i den sydlige centrale del af Draenor. 

## Ashran
Fraktion: PVP område
Level: 100
Racer:
Hersker:
Ashran er en stor, åben PvP zone for spillere, der har nået det maksimale level på 100.

## Fields of Farahlon
Fields of Farahlon er hjemland for Laughing Skull clan.  Det fremgår af de tidlige kort af udvidelsespakken, men er ikke med i World of Warcraft.

## Zangar Sea
Zangar Sea der er mere af en gigantisk sumpet sø mod øst og nord for Shattrath city.

## Indfødte racer
| - Mag'har orc - Mag'har orker (også kaldet brune orker) - Arakkoas - er en tobenet, intelligent fugle race, som har evner for mystiske magi og hemmeligholdelse. - Saberon - er en kat-lignende art hjemmehørende på Draenor. - Earth giant - Der vides kun lidt om jord-giganterne i Draenor (også kaldet colossals,og formentlig "grom" på Orcish) - Gronn - Ogre - er store, dyriske humanoids med bemærkelsesværdige styrke oprindeligt fra Draenor. - Ogron - Magnaron | - Gronnling - Goren - Draenor ancients - er enorme følende menneskelige træer. - Genesaur - Botani - Fara - Podlings - Mandragoras |